# De club van lelijke kinderen (2012)
De club van lelijke kinderen is een Nederlandse korte film uit 2012, geregisseerd door Jonathan Elbers. 
De film is gebaseerd op het gelijknamig boek van Koos Meinderts en ging op 10 juni 2012 in première in Koninklijk Theater Carré. De film won de Keep An Eye NCP Audiance Award 2012, de FPN Award 2012, de Indie Junior Audiance Award 2013 en de AHK Eindwerkprijs 2013. 
In 2019 is het verhaal opnieuw uitgebracht als speelfilm met dezelfde titel.

## Verhaal
De club van lelijke kinderen vertelt het verhaal van een president die besluit om alle lelijke kinderen op te sluiten. De 11-jarige Paul is een onzekere jongen met flaporen. Wanneer hij op een dag een gele bus het schoolplein op ziet rijden en hij een ruzie opvangt tussen Secretia en zijn schooldirecteur, voelt hij dat er iets staat te gebeuren. Na een fotoshoot moeten Paul en een paar lelijke klasgenoten mee op 'schoolreisje'. In de bus heeft Paul al snel door dat dit niet zomaar een uitstapje is, maar dat de kinderen naar een geheime plek worden afgevoerd. Hij verzint echter een list en weet te ontsnappen. Maar dan zet een premiejager de jacht op hem in.

## Cast
| acteur              | personage       |
| ------------------- | --------------- |
| Sam Peetz           | Paul            |
| Rosaline Lantink    | Sara            |
| Joep Sertons        | president Isimo |
| Katja Schuurman     | Secretia        |
| Tooske Ragas        | juf             |
| Roeland Fernhout    | Uber-Kleiner    |
| Cas Jansen          | vader van Paul  |
| Annelieke Bouwers   | moeder van Paul |
| Maarten Wansink     | directeur       |
| Art Rooijakkers     | nieuwslezer     |
| Theo Maassen        | cabaretier      |
| Tamara Brinkman     | talkshowhost    |
| Miryanna van Reeden | talkshowgast    |
| Iven Cudogham       | talkshowgast    |

## Trivia
- Naast ‘De Club’ in de film, konden kinderen die de film bezoeken zelf ook lid worden van ‘De club van lelijke kinderen’. Hierbij hoorde een exclusieve clubpas.
- De kortfilm werd op 9 en 30 september 2012 en op 10 oktober 2015 uitgezonden door de NCRV op Z@PP.